# Энкель, Магнус
Кнут Магнус Энкель (швед. Knut Magnus Enckell; 9 ноября 1870, Фредериксхамн — 27 ноября 1925, Стокгольм) — финский художник.

## Биография
Родился в семье викария, был младшим из 6 сыновей. Живопись изучал в Академии изящных искусств (1889—1891) у Гуннара Фредрика Берндтсона. Первые свои работы молодой художник создаёт в традициях натуралистической школы. В 1891 году уезжает в Париж, где поступает в Академию Жюлиана; среди его преподавателей здесь — Жюль Жозеф Лефевр и Бенжамен Констан. В этот период Энкель увлекается символизмом, подпадает под влияние мистицизма Жозефена Пеладана и творчески — живописи Пюви де Шаванна и Эдуарда Мане.
В 1893 году Энкель вновь посещает Париж. Разочаровавшись в парижском мистицизме, художник в 1894—1895 годах совершает путешествие по Италии, посещает Милан, Венецию и Флоренцию, а затем уезжает в Швейцарию и Германию, где знакомится с работами Арнольда Бёклина. На рубеже XIX—XX столетий Энкель порывает с символизмом, и его живопись приобретает яркие краски, характерные для постимпрессионизма. В 1907 году Энкель получает заказ на создание фресок для приалтарного придела в Кафедральном соборе Тампере. На гигантской картине размером 10 на 4 м художник изобразил Воскрешение из мёртвых и Вознесение на небеса представителей всех рас человеческих.

## Галерея

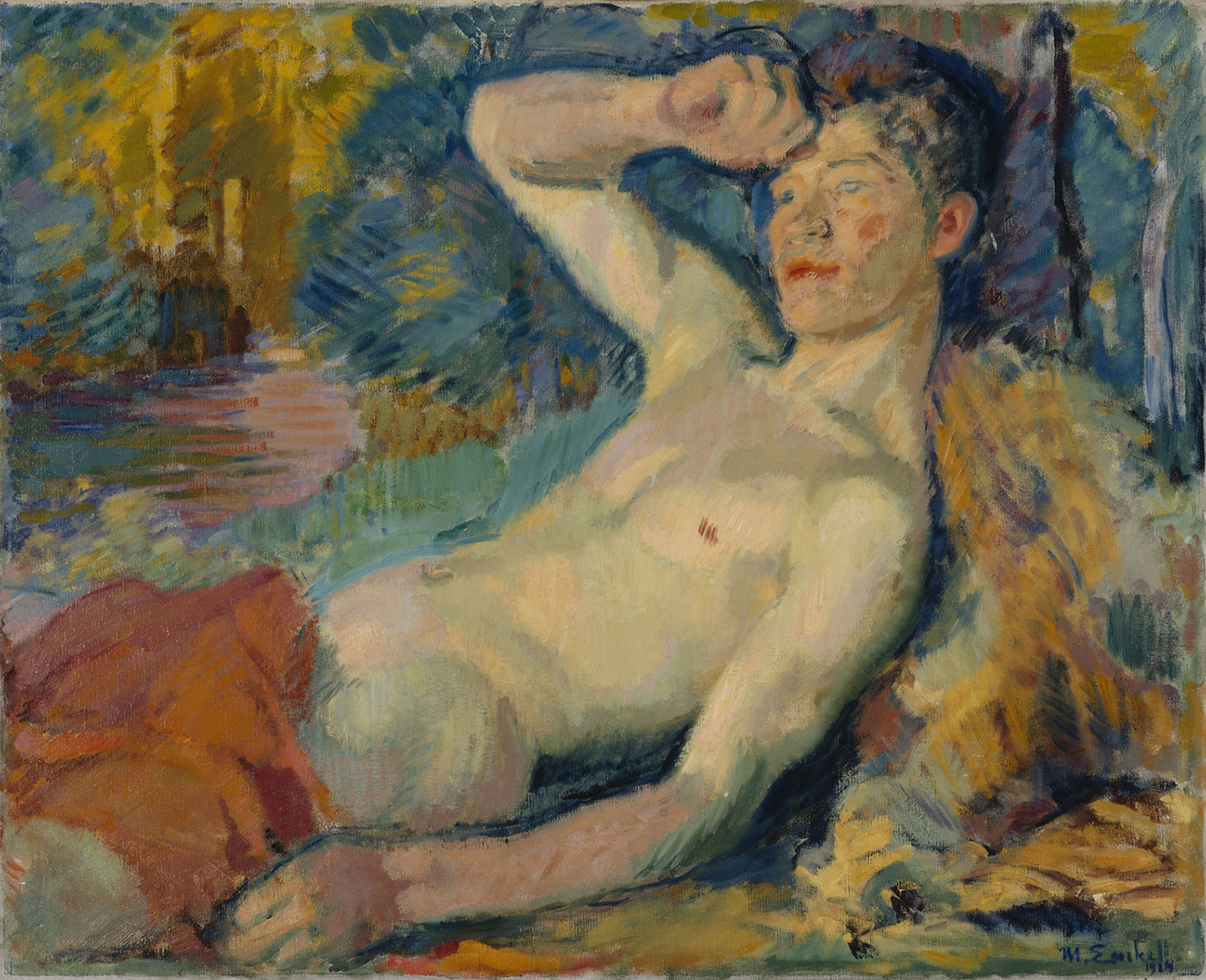
Фавн (1914)
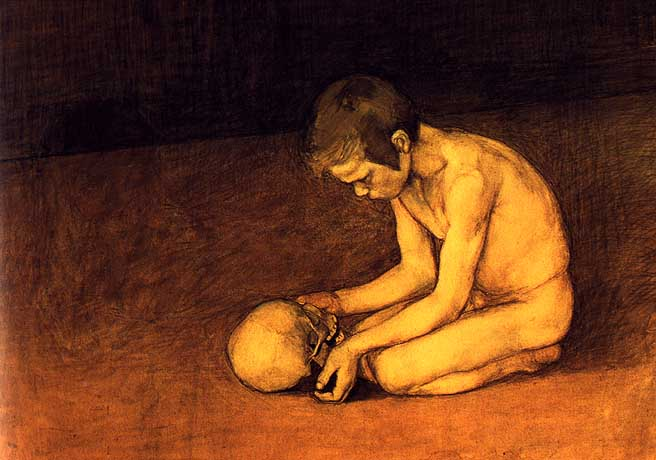
Мальчик с черепом (1893)
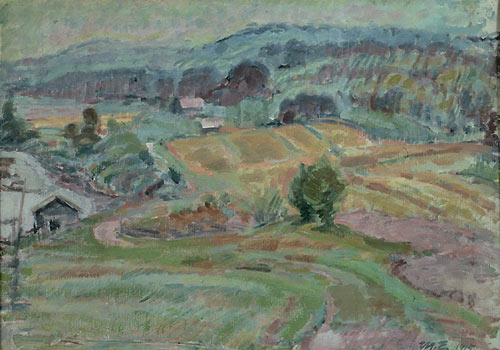
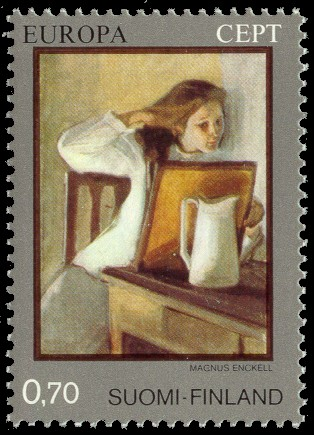
Девушка у зеркала. (1902)